# Guido Morselli
Guido Morselli (Bolonia, 15 de agosto de 1912 - Varese, 31 de julio de 1973) fue un escritor y ensayista italiano, que prácticamente no publicó en vida. Alcanzó gran resonancia de forma póstuma, siendo considerado en la actualidad como uno de los escritores más refinados de la literatura italiana. 

## Biografía
Guido Morselli nació en el seno de una familia burguesa de Bolonia, cuyo padre fue ejecutivo de una empresa farmacéutica. Su madre murió en 1924. Alejado ya desde pequeño del padre, severo y muy autoritario, la distancia aumentó. Prefería ya sus lecturas personales a los estudios. No obstante, estudió Derecho en la Universidad estatal de Milán, estudios que concluyó en el año 1935, e hizo el servicio militar en los Alpes. Ya durante los años universitarios, 1933-1935, escribía prosas y cuentos.[cita requerida]
La muerte de su hermana Luisa, en 1938, con veintisiete años, le deja aislado (era la que le había cuidado en su niñez).[cita requerida] Morselli recibe desde entonces una renta vitalicia y se dedica al estudio y a las tareas de escritor. Notablemente a partir de 1938 redacta un Diario, que llevará toda la vida. En los cincuenta, Morselli construye una casa, con muy pocas comodidades, para recluirse; le había escrito a Italo Calvino: "soy autodidacta, vivo solo sobre un pequeño trozo de tierra donde hago de todo, incluso el albañil".
Muere el padre en 1958, lo que le produce gran pesar y desesperación, como escribe en su Diario, pues lo consideraba un modelo pese a todo.
En los años sesenta da forma literaria a sus grandes novelas (Un dramma borghese, Il comunista, Roma senza Papa, Contropassato-prossimo, Divertimento 1889). Es la época más satisfactoria de su producción narrativa, aunque no logra publicar. Finalmente, Morselli escribe Dissipatio H.G., sobre un particular suceso: la desaparición total de los humanos o su volatilización, con excepción del  protagonista, por quién conocemos la historia y que pareciera ser el último humano sobre la tierra, con la constante interrogante sobre cuál habrá sido realmente la causa de esta curiosa desaparición. El libro  una vez más es rechazado por los editores. 
El tema del suicidio y de la desaparición se había prolongado a lo largo de su vida. Se publican por Adelphi sus novelas y ensayos sólo a partir de 1974, tras suicidarse con una pistola en 1973, a los sesenta años. Su Diario, escrito desde 1938 hasta 1974, apareció en 1988-
En el inmueble rosa y entorno donde vivió —hoy parque Morselli, porque donó la propiedad al ayuntamiento de Gavirate (Varese)—, se inauguró en 2010 una casa-museo que custodia su memoria, por iniciativa de Linda Terziroli —que le dedicó una tesis doctoral— y el escritor Silvio Raffo, ambos ideadores del premio Guido Morselli para novelas inéditas.

### Narrativa
- Roma senza papa, Milán, 1974. Tr. castellana: Roma sin Papa, Anagrama, 1987, ISBN 978-84-339-3096-5
- Contro-passato prossimo,  Milán, 1975
- Divertimento 1889, Milán, 1975. Tr. castellana: Divertimento 1889, Anagrama, 1985, ISBN 978-84-339-3060-6
- Il comunista,  Milán, 1976
- Dissipatio H.G., Milán, 1977. Tr. castellana: Dissipatio humani generis, Laetoli, 2009, ISBN 978-84-92422-11-1
- Un dramma borghese, Milán, 1978
- Incontro col comunista, Milán, 1980.

### Ensayos
- Proust o del sentimento, Milán, 1943, inicios.
- Realismo e fantasia, Milán, 1947
- Fede e critica, Milán, 1977
- La felicità non é un lusso, 1994, ed. por Valentina Fortichiari.

### El Diario
- Diario, Milán, 1988, ed. por Valentina Fortichiari, y prefacio de Giuseppe Pontiggia.

### Sobre Guido Morselli
- Simona Costa, Guido Morselli, Florencia, La Nuova Italia, 1981
- Lessona Fasano Marina, Guido Morselli. Un inspiegabile caso letterario, Liguori, 2003
- Giuseppe Pontiggia, Il giardino delle Esperidi, Mondadori, 2005, pp. 214-222.
- Maria Fiorentino, Guido Morselli tra critica e narrativa, Graus Editore, 2002.
- Valentina Fortichiari, Invito alla lettura di Morselli, Milán, Mursia, 1984
- VV.AA.,Ipotesi su Morselli, numero monográfico di «Autografo», n. 37, 1998
- VV.AA., Atti del convegno su Guido Morselli: dieci anni dopo 1973-1983, Gavirate, 1984
- Guido Morselli: i percorsi sommersi, Novara, Interlinea, 1998, inéditos y documentos, ed. por E. Borsa y S. D'Arienzo.